# Selungen
Selungen (norwegisch für Robbenjunges) ist ein 955 m hoher Nunatak im ostantarktischen Königin-Maud-Land. Er ragt 7 km südöstlich des Romnæsfjellet in der Sør Rondane auf.
Wissenschaftler des Norwegischen Polarinstituts benannten ihn 1973.